# Kreuzdachbildstock (Gefäll, Ellerweg)

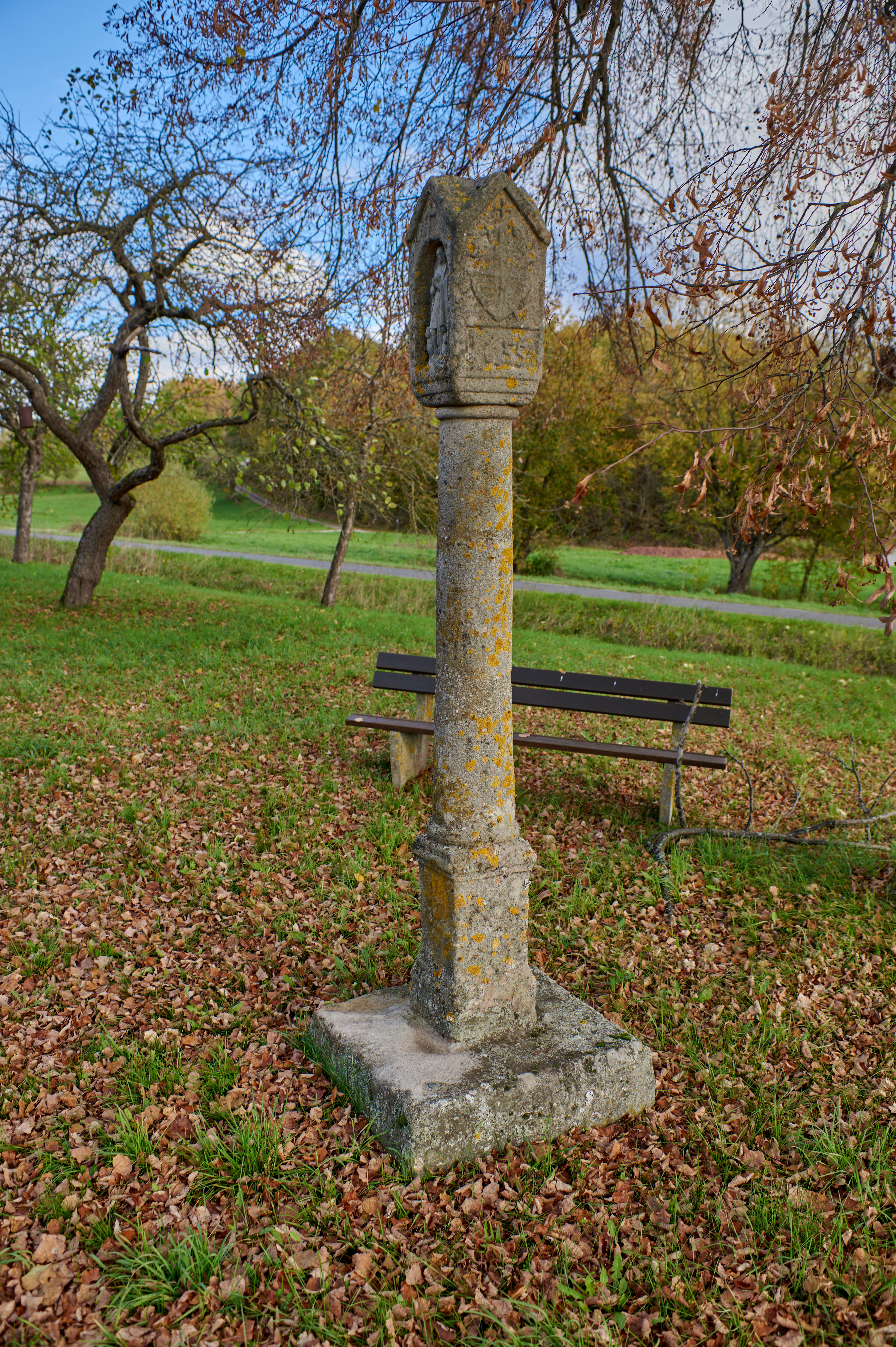
Kreuzdachbildstock in Gefäll, Ellerweg

Der Kreuzdachbildstock Ellerweg ist ein Flurdenkmal in Gefäll, einem Gemeindeteil im Markt Burkardroth im unterfränkischen Landkreis Bad Kissingen. Er befindet sich am Weg Richtung Langenleiten. Der Bildstock gehört zu den Baudenkmälern von Burkardroth und ist unter der Nummer D-6-72-117-135 in der Bayerischen Denkmalliste registriert.

## Beschreibung
Der 240 cm hohe Kreuzdachbildstock besteht aus grauem Sandstein und entstand im Jahr 1655. Er ist bei einem Verkehrsunfall umgestürzt.
Der Kreuzdachbildstock besteht aus einem versenkten Fundament mit einem prismatischen Sockel mit einem aufgesetzten Kreuzdachhaus. Der etwa 52 cm hohe Sockelschaft hat die Abmessungen 26 cm × 26 cm. Schaft: 1,30 cm; Basiswulst 6 cm; Durchmesser: etwa 20 cm; Kapitellring: 2,6 cm; Kapitellwulst: 6 cm; Durchmesser: etwa 19 cm. Das 58 cm hohe Kreuzdachhaus hat die Abmessungen 24 cm × 24 cm.
Die Sockelzier besteht aus:
a) Viererkleeblatt mit Diagonalkreuz

b) Vierblattblüte umrahmt von Vierblattblüte mit Diagonalkreuz

c) Viererblattjasminblüte umrahmt von Vierblattjasminblüte

d) 8-Blatt-Rosette

Die Kreuzdachhauszier besteht aus:
a) Bildnische leer

b) rechts: Wappen mit Mitra, Kreuz, Schwert und Stab; das Schild ist geviert in 1 fränkischen Rechen, in 2 und 3 Mainzer Rad, in 4 Würzburger Fähnlein (Würzburger Fürstbischof und Kurfürst von Mainz Johann Philipp von Schönborn, ohne dessen Familienwappen); unten 1655 (Zimmermann)

c) Rückseite: Kreuz auf Berg

d) links: Inschrift:

„DIES HAT

GOT ZU EH

REN MACH

EN LASSEN

HANS SCH

LEHRET DER

JUNG V. GFEL“

Im Jahr 1996 wurde der Kreuzdachbildstock nach einer Renovierung durch Bildhauer Ludwig Bauer aus Aschach am alten Ort wieder aufgestellt.